# Utricularia hispida
Utricularia hispida är en tätörtsväxtart som beskrevs av Jean-Baptiste de Lamarck. Utricularia hispida ingår i släktet bläddror, och familjen tätörtsväxter. Inga underarter finns listade i Catalogue of Life.

## Bildgalleri

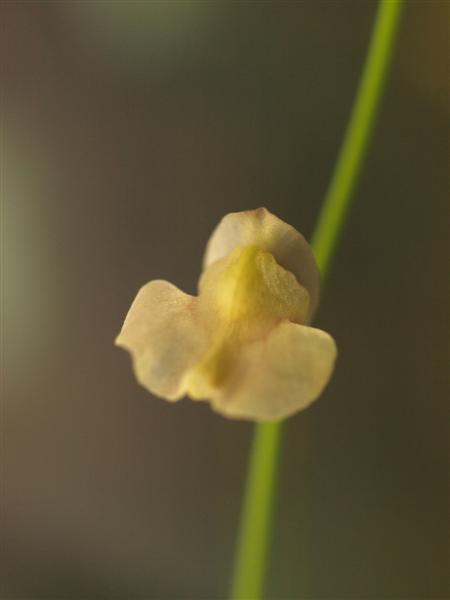